# William Tietkens

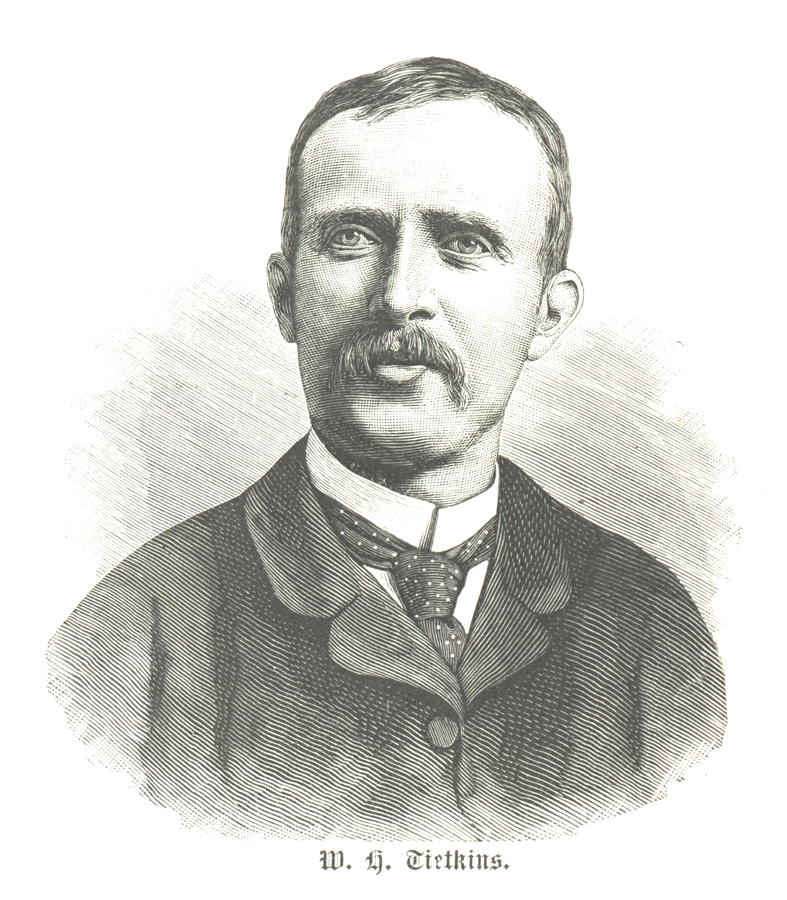
William Tietkens

William Harry Tietkens (* 30. August 1844 in Islington, London, England; † 19. April 1933 in Lithgow, New South Wales, Australien) war ein britischer Entdeckungsreisender und Prospektor in Australien.

## Leben
Er war der Sohn von William Henry Tietkens, einem Chemiker, und seiner Frau Emily, geborene Dovers. Zur Ausbildung war er am Christ Hospital bis zum Juni 1859. Er verließ England und kam im September 1859 in Adelaide an.
William Tietkens arbeitete zeitweise jahrelang bei der Eisenbahn und als landwirtschaftlicher Helfer. Er war auch monatelang auf der Suche nach Gold in Gippsland und Silber nahe der Barrier Ranges.
Am 14. Juni 1882 heiratete er Mary Ann Lon, mit der er eine gemeinsame Tochter hatte.

## Entdeckungsreisender
Im Jahr 1865 verbrachte William Tietkens zwei Monate mit dem australischen Entdecker Ernest Giles am oberen Darling River.
Eine weitere Expedition führte ihn unbekanntes Land jenseits von Darling Downs bis zum Lake Cobham und Lake Yantara. Im Verlauf dieser Erkundung gewann er die Erkenntnis, dass Expeditionen und europäische Besiedlungen Akte gewaltsamer Eroberungen durch die Briten seien.
1873 war er der Stellvertreter von Ernest Giles während der Expedition, die von South Australia bis zur Westküste des australischen Kontinents führen sollte. Erst im Jahr 1875 kam die zweite Expedition von Giles und ihm dort an.
1887 ging er nach England. Im Auftrag von Louis Leisler of Glasgow, den er dort getroffen hatte, unternahm er von 1878 bis 1880 einen erfolglosen Versuch landwirtschaftliches Land bei Maralinga in South Australia zu finden. Nach ihm benannte er die Leisler Hills.
1886 war er arbeitslos und hielt anschließend Vorträge an einer Schule, die Entdecker ausbildete. Im März 1889 stellte er in Alice Springs eine neue Expedition zusammen und kam im Juli in Charlotte Waters an. Auf dieser Expedition entdeckte den Lake MacDonald, Mount Rennie, die Kintore Range und Cleland Hills. Er war der erste Mensch, der den Uluṟu (Ayers Rock) und die Kata Tjuṯa (die Olgas) fotografierte. Tiekens sammelte auf dieser Expedition auch Pflanzen, darunter sieben neue Arten.
Von 1891 bis zu seinem Ruhestand im Jahr 1909 war er beim New South Wales Department of Lands beschäftigt. Anschließend lebte er in Eastwood und starb 1933 in Lithgow.

## Bedeutung
William Tietkens hatte im Verlauf von drei bedeutenden Expeditionen in Australien eine führende Rolle inne. Seine Leistung als Entdecker lag vor allem darin, dass er die weitere Erkundung zwischen den Expeditionswegen initiierte. Er veröffentlichte zahlreiche geografische und wissenschaftliche Artikel. Tietkens verfasste seine Autobiografie Experiences in the life of an Australian explorer im Journal of the Royal Australian Historical Society von 1919.